# Стоманен барабан
Стоманен барабан (още тринидад, метален варел, cтийл-пан) е музикален перкусионен инструмент.
Стоманеният барабан има формата на метален варел, обърнат нагоре с дъното си, върху което има вдлъбнатини с различен размер, отговарящи на музикалния звукоред.
Звукът се произвежда посредством удари с палки по въпросните вдлъбнатини.
Накрайниците на палките са изработени от твърда пластмаса, а дръжките са метални, като в края са облицовани с гума.